# Hrastnik (gmina Moravče)
Hrastnik – wieś w Słowenii, w gminie Moravče. W 2018 roku liczyła 63 mieszkańców.